# Ulmus alata
Ulmus alata är en almväxtart som beskrevs av André Michaux. Ulmus alata ingår i släktet almar och familjen almväxter. Inga underarter finns listade i Catalogue of Life.
Full utvecklade exemplar är 10 till 18 meter höga.
Arten förekommer i USA från Texas till Virginia och norrut till Illinois. Den växer i regioner som ligger upp till 600 meter över havet. Ulmus alata hittas glest fördelad i lövskogar. Den registreras ofta nära vattendrag. Andra typiska träd i samma skogar är arter av eksläktet, Ulmus americana, rödask, Ostrya virginiana, Carpinus caroliniana och Ilex opaca.
Almens trä används bland annat för möbler och för hockeyklubbor. Ulmus alata planteras i utbredningsområdet och i andra världsdelar som prydnadsväxt.
Almsjukan dödar flera exemplar men allmänt påverkas arten inte lika mycket som Ulmus americana. IUCN listar arten som livskraftig (LC).

## Bildgalleri

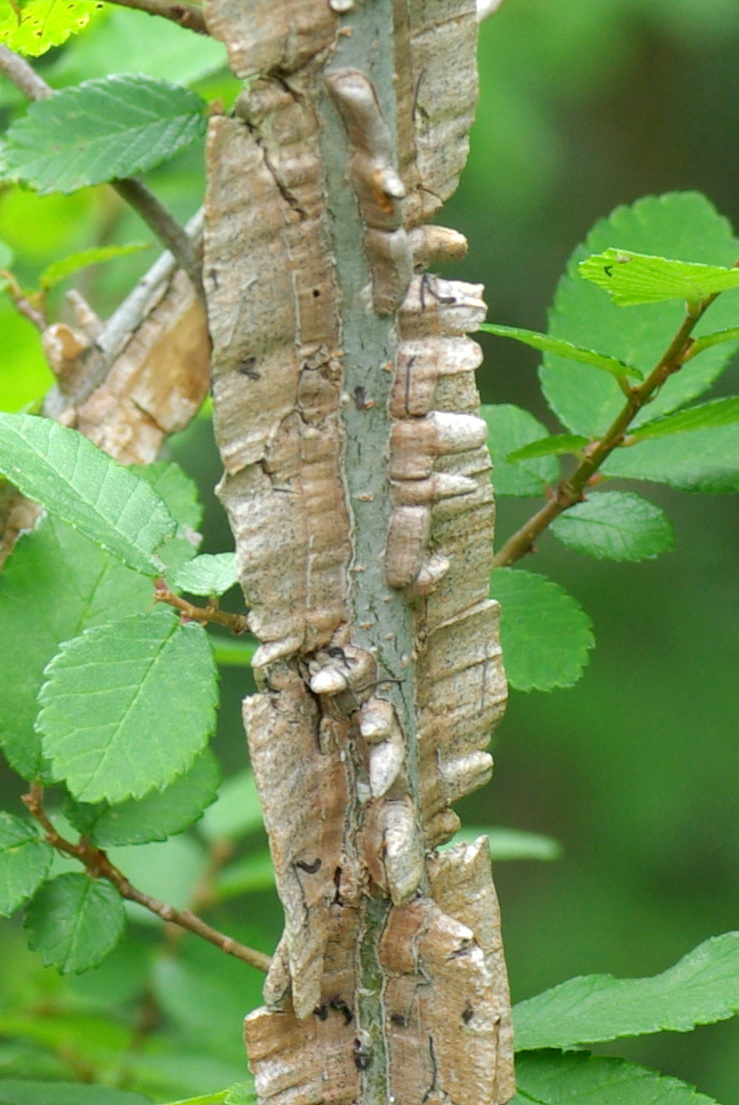